# Leszek Engelking
Leszek Maria Engelking (født 2. februar 1955 i Chorzów, Polen, død 22. oktober 2022) var en polsk digter, forfatter, essayist, litteraturkritiker og oversætter.

## Priser
- "Literatura na Świecie" pris (1989, 2003, 2009),
- Premia Bohemica (2003)
- Polske PEN Club pris (2010)